# L'Escarboucle bleue
L'Escarboucle bleue (The Adventure of the Blue Carbuncle en version originale), est l'une des cinquante-six nouvelles d'Arthur Conan Doyle mettant en scène le détective Sherlock Holmes. Elle est parue pour la première fois dans la revue britannique Strand Magazine en janvier 1892, avant d'être regroupée avec d'autres nouvelles dans le recueil Les Aventures de Sherlock Holmes (The Adventures of Sherlock Holmes).

## Résumé
En cette veille de Noël londonienne, le commissionnaire Peterson se présente au 221B Baker Street avec deux objets insolites : un vieux chapeau cabossé et une oie de Noël. Ces objets, explique-t-il à Holmes et Watson, ont été abandonnés lors d'une altercation de rue par leur propriétaire qui ayant brisé une vitre en se défendant contre des voyous, s'enfuit à la vue du policier. Seule indication d'identité : une étiquette sur l'oie portant le nom "Henry Baker", patronyme malheureusement trop commun pour être vraiment utile. Holmes, intrigué, garde le chapeau pour l'étudier tandis que Peterson emporte l'oie pour la manger (il n'est plus possible de la conserver). Watson qui vient présenter ses vœux de Noël à Holmes étudie le chapeau avec lui. Holmes, appliquant sa méthode déductive au chapeau abandonné, en tire des conclusions remarquables sur son propriétaire : son âge, sa situation sociale, son intelligence, et même son état matrimonial.
L'histoire prend un tournant inattendu lorsque Peterson revient précipitamment chez Holmes : en préparant l'oie pour le dîner, sa femme a découvert dans le gésier de l'oie l'Escarboucle Bleue, une pierre précieuse d'une valeur inestimable, dérobée dans la suite de la comtesse de Morcar. La police avait arrêté rapidement John Horner, un plombier au passé déjà condamné pour vol, qui travaillait dans la chambre de la comtesse pour réparer une cheminée. Holmes place alors des annonces dans tous les journaux appelant un Henry Baker à venir récupérer son chapeau et son oie au 221B Baker Street. 
Suite aux annonces placées par Holmes dans les journaux londoniens, Henry Baker se présente enfin. Holmes lui offre une oie en remplacement, que Baker accepte avec gratitude, refusant même les abats de l'originale. Cette indifférence convainc Holmes de son innocence et Baker explique avoir versé quelques pence toutes les semaines au patron de l'Alpha Inn, un pub près du British Museum, pour recevoir une oie à la fin de l'année.
Holmes et Watson remontent la filière : de l'Alpha Inn à un marchand de Covent Garden. Il fait d'abord face à l'hostilité du marchand qui est exaspéré de recevoir autant de question sur ces oies. Néanmoins grâce à un subterfuge de Holmes, qui remarquant un livre de pari dans sa poche, lui explique que la provenance des oies est sujet d'un pari et refait ce même pari avec le marchand qui lui montre ses livres de compte. Ils remontent ainsi jusqu'à l'éleveuse, Mrs Oakshott de Brixton. Juste après leur départ, Holmes et Watson sont témoin d'une altercation entre le marchand et un petit homme qui se plaint qu'une oie lui appartenant ait été vendue par le marchand.
Cet homme est accosté par Holmes et se révèle être James Ryder, chef des domestiques de l'hôtel où a eu lieu le vol. James Ryder mit devant le fait accompli avoue avoir fait appel à James Horner un plombier connu des services de police et avoir forcé le coffre après son départ pour le faire accuser. Puis, il s'est rendu chez sa sœur tremblant à chaque instant de peur d'être arrêté. Une fois chez sa sœur, il aperçoit les oies et se décide à cacher la pierre dans l'une des oies (à la queue marquée de noir) en la forçant à l'ingurgiter. Sa sœur qui lui ayant promis une oie, lui offre alors l'oie qu'il souhaite (sans savoir qu'il y'a deux oies semblables) et il repart avec la mauvaise. 
Sherlock Holmes le laisse partir libre malgré sa culpabilité car il lui inspire de la pitié.

## La Confession
De retour à Baker Street, confronté à Holmes, Ryder s'effondre et avoue : avec la complicité de la femme de chambre de la comtesse, il avait volé le joyau et fait accuser Horner, dont le passé criminel en faisait un bouc émissaire idéal. En visite chez sa sœur, Mrs Oakshott, Ryder avait tenté de dissimuler la pierre dans une oie qu'elle lui avait promise, mais s'était trompé d'oiseau. Lorsqu'il s'en était aperçu, l'oie avait déjà été vendue.

## L'Esprit de Noël
En cette période de Noël, Holmes fait preuve de clémence. Jugeant Ryder suffisamment terrifié par l'expérience pour ne plus jamais commettre de délit, il le laisse fuir l'Angleterre. Le détective est convaincu que l'effondrement de l'accusation permettra la libération d'Horner, innocent 

## Adaptations filmées
- 1984 : Épisode des Aventures de Sherlock Holmes (série télévisée)
- 2015: Episode Spécial Noël L'Effroyable Mariée de la série Sherlock (source: Télé 2 Semaines)

## Livre audio en français
- Arthur Conan Doyle, L'Escarboucle bleue [« The Adventure of the Blue Carbuncle »], Paris, La Compagnie du Savoir, coll. « Les enquêtes de Sherlock Holmes », 2011 (EAN 3760002133867, BNF 42478167)Narrateur : Cyril Deguillen ; support : 1 disque compact audio ; durée : 50 min environ ; référence éditeur : La Compagnie du Savoir CDS067. Le nom du traducteur n'est pas indiqué.